# Осипенко, Леонид Иокинфович
 Осипенко Леонид Ионкинфович  (17 марта 1918—24 мая 1989) — генеральный директор (1962—1969) ОАО «Газпром нефтехим Салават».

## Биография
Осипенко Леонид Ионкинфович родился 17 марта 1918 года в городе Харбин Китай.
Трудовая биография началась в Уфе. С 1935 по 1940 год он работал техником ЦЗЛ Уфимского крекинг-завода; с 1940 по 1957 год — начальником топливно-испытательной станции, начальником цеха, директором катализаторной фабрики Уфимского НПЗ.
В 1935 году окончил Харбинский индустриальный институт, в 1958 году — учебно-консультационный пункт заочного факультета Уфимского нефтяного института по специальности инженер-технолог.
После окончания института с 1958 по 1960 год — начальник цеха, заместитель главного инженера, главный инженер Черниковского НПЗ (Уфа); в 1960—1962 гг. — заместитель начальника управления «Нефтехимзаводы» Башкирского совнархоза
В Салавате Осипенко с 1962 года по 1966 год работал начальником управления комбината № 18.
С 1966 года по 1969 год — начальником Салаватского нефтехимического комбината.
В период с 1962 по 1969 год на комбинате велось интенсивное строительство объектов нефтехимии и нефтепереработки.
Были введены в эксплуатацию крупнотоннажные производства стирола и полистирола, аммиака и карбамида, бутиловых спиртов, окиси этилена и многие другие объекты.
Под руководством Осипенко велось освоение новых мощностей. В 1967 году на комбинате были введены в эксплуатацию установки полимеризации, дитолилметана, пенообразователей, смачивателей ОП-7, 10, производства этилена (цех № 20), пирогаза (цех № 16), бутиловых спиртов (цех № 21), этаноламинов, полиэтилена, блоки кислорода и азота. Наращивались мощности производств аммиака и карбамида, метилэтилкетона, синтетических жирных спиртов. В полном объёме цехов работал химический завод, функционировали установки Л-24-300, полиизобутилена и другие. Объём производства вырос в 3,3 раза. Прирост производительности труда составил 72 %. Выпуск продукции нефтехимических и химических производств увеличился в 30 раз.
В Салавате при участии комбината построены объекты соцкультбыта, в том числе стадион, санаторий-профилакторий на Нугушском водохранилище, медсанчасть № 20, профилакторий «Маяк», Дворец спорта.
С 1969 года Осипенко переводят в Москву — первым заместителем министра химической промышленности СССР.
Осипенко Л. И. — депутат Верховного Совета БАССР седьмого созыва.

## Награды
За заслуги в развитии салаватского нефтехимического комбината Л. И. Осипенко награждён орденом Ленина.